# Eutatus
Eutatus ist eine ausgestorbene Gattung der Gürteltiere und wird genauer der ebenfalls fossilen Linie der Eutatini zugewiesen, deren Mitglieder ursprünglich im südlichen Teil Südamerikas beheimatet waren. Die Gattung lebte hauptsächlich während des Pleistozäns und erreichte die Ausmaße des heutigen Riesengürteltiers. Es ernährte sich Untersuchungen zufolge überwiegend von Pflanzen, und seine Behaarung war dichter als bei den meisten heutigen Gürteltieren.

## Merkmale
Eutatus war ein großer Vertreter der Gürteltiere (Dasypoda) und erreichte eine Kopf-Rumpf-Länge von über 70 cm, bei einem angenommenen Körpergewicht von rund 50 kg. Damit besaß er eine Größe vergleichbar dem heutigen Riesengürteltier (Priodontes maximus). Im Körperbau ähnelte Eutatus den heutigen Gürteltieren, wies aber einzelne Besonderheiten auf. Der Schädel wurde bis zu 26 cm lang und an den Jochbeinbögen 11 cm breit. Die Jochbeine wiesen in der Seitenansicht zudem einen nach unten gewandten Bogen auf, so dass sie einen U-förmigen Verlauf hatten. Vor allem das Rostrum war typisch für eutatine Gürteltiere sehr langgestreckt und damit deutlich ausgedehnter als bei seinen heutigen Verwandten, etwa den Borstengürteltieren (Chaetophractus). Weiterhin war es markant höher als bei den meisten Mitgliedern der Eutatini. Der rund 15 cm lange Unterkiefer besaß einen schlanken Bau mit niedrigem Knochenkörper. Die Bezahnung bestand aus neun einfachen, nagelartig gestalteten Zähnen je Kieferhälfte, insgesamt also 36, wobei die hinteren Zähne teilweise verlängert waren. Dabei waren im Zwischenkieferknochen keine Zähne ausgebildet.

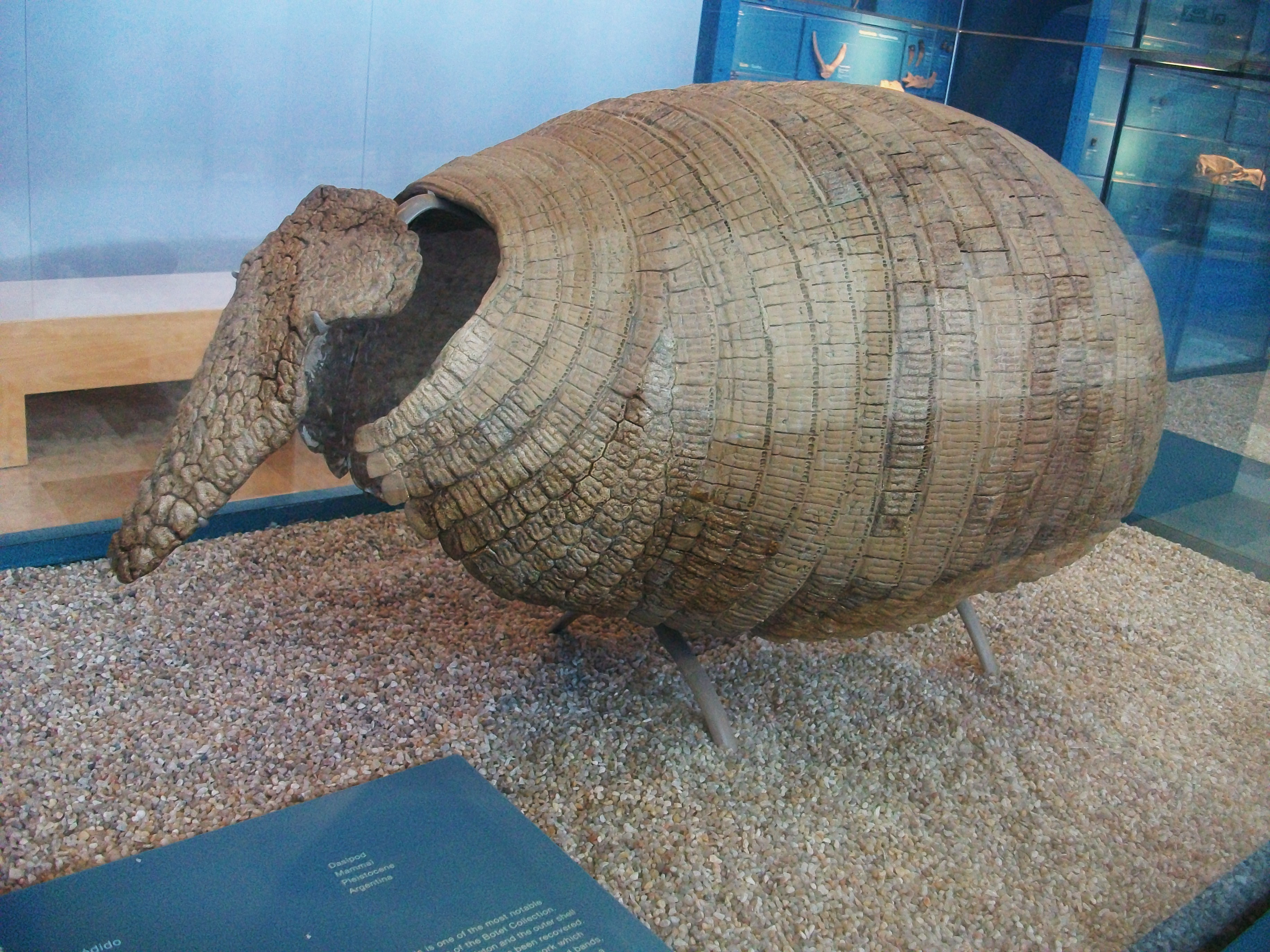
Panzerung von Eutatus

Charakteristisch war die Gestaltung des Panzers. Der Kopfpanzer wies eine etwa dreieckige Form auf und bestand aus Knochenschildchen, deren Oberfläche durch tuberkelartige Erhebungen stärker skulpturiert war. Der ovale und deutlich gekuppelte Rückenpanzer hatte nur an den vorderen Rändern einen festeren Schulterteil, was typisch für die Eutatini ist. Der Rest des vorderen und mittleren Panzerbereiches bestand aus einzelnen, beweglichen Bändern. Der feste, hintere Beckenteil besaß eine einzigartige Struktur, indem die einzelnen Bänder nicht halbkreisförmig über den Panzer liefen, sondern jeweils ein offenes Dreieck mit stumpfem Winkel auf der Rückenmitte formten, dessen Spitze nach vorn zeigte. Auf der Oberfläche wiesen die Knochenplättchen, die die Bänder bildeten und meist viereckig gestaltet waren, starke Aufrauungen durch einzelne kleine Öffnungen und Buckel auf. Sie besaßen einen ähnlichen Aufbau wie bei den anderen Gürteltieren mit einer inneren und äußeren Knochenschicht, zwischen denen sich einzelne Hohlräume befanden, die Drüsen und Haarfollikel darstellten. Mit vier bis sechs Haarfollikeln je Schildchen war Eutatus einst vergleichsweise dicht behaart.

## Fossilfunde
Eutatus trat vor allem im Pleistozän im zentralen Bereich von Südamerika auf, ist aber auch schon im ausgehenden Pliozän vor rund 3 Millionen Jahren nachgewiesen. Bedeutende Fundpunkte liegen vor allem im nördlichen und mittleren Argentinien und im südlichen Uruguay. Dabei sind mehr als 40 Fundstellen mit Fossilresten der Gürteltiergattung bekannt. Ein mehr oder weniger vollständiges Individuum liegt von Mar del Plata in der argentinischen Provinz Buenos Aires vor. Aus der gleichen Provinz stammt ein Teilskelett mit Schädel und Wirbeln sowie Resten des Bewegungsapparates, welches am Río Salado entdeckt wurde. Die jüngsten Funde werden in das frühe Holozän datiert, dazu gehören unter anderem einige Skelettelemente und Osteoderme vom Río Paraná aus der argentinischen Provinz Santa Fe.

## Paläobiologie
Der Bau des Unterkiefers zeigt Anpassungen an eine stärker auf Pflanzen basierende Ernährung. Dies zeigt sich unter anderem an den Gelenkenden, die eher flach gestaltet sind und so seitliche Kaubewegungen ermöglichen. Eine derartige Nahrungsweise konnte auch anhand von mikroskopischen Untersuchungen an den Zähnen festgestellt werden, die eher ein Abrasionsmuster von Pflanzenfressern zeigen. Ebenso erwies sich die Rekonstruktion der Kaumuskulatur als sehr kräftig und tauglich für pflanzliche Nahrung. Da auch Stenotatus, Doellotatus und Ringueletia ähnliche Merkmale aufweisen, scheint eine derartige Ernährungsweise typisch für eutatine Gürteltiere gewesen zu sein. Die deutlich stärkere Behaarung von Eutatus, erkennbar an der größeren Anzahl von Haarfollikeln in den Knochenplättchen, geht möglicherweise mit den kalten und trockenen Klimabedingungen der Pamparegion während des Pleistozäns einher.

## Systematik
Eutatus ist eine heute ausgestorbene Gattung aus der Gruppe der Gürteltiere (Dasypoda) und gehört zur Familie der Chlamyphoridae, innerhalb dieser wird die Gattung zur Unterfamilie Euphractinae gestellt. Dadurch sind die nächsten heute lebenden Verwandten die Borstengürteltiere (Chaetophractus), das Sechsbinden-Gürteltier (Euphractus) und das Zwerggürteltier (Zaedyus). Allerdings bilden diese drei Formen eine eigenständige Tribus innerhalb der Euphractinae, die Euphractini, während Eutatus zu den Eutatini gezählt wird, einer heute erloschenen Linie. Die Unterfamilie der Euphractinae trat fossil bereits im Oberen Eozän vor über 40 Millionen Jahren auf, stellt aus stammesgeschichtlicher und anatomischer Sicht aber das modernste Glied der Gürteltiere dar. Teilweise galten die Eutatini als möglicherweise polyphyletische Gruppe, da mit Proeutatus hier eine Form vorliegt, die aus anatomischen Gegebenheiten näher mit den riesenhaften Glyptodontidae gruppiert wurde. Molekulargenetische Untersuchungen aus dem Jahr 2016 widersprechen dem aber vorläufig.
Insgesamt werden heute drei Arten unterschieden:
- E. crispianii Brambilla & Ibarra, 2017
- E. pascuali Krmpotic, Carlini & Scillato-Yané, 2009
- E. seguini Gervais, 1867

Weitere, meist von Florentino Ameghino aufgestellte Arten wie E. brevis, E. punctatus und E. minutus werden heute zu E. seguini gestellt. Von den drei anerkannten Arten stellt E. pascuali die älteste dar, sie bestand seit dem ausgehenden Pliozän und verschwand zum Ende des Unteren und im Übergang zum Mittleren Pleistozän wieder. E. seguini trat vor allem im Mittleren und Jüngeren Pleistozän auf, während E. crispianii bisher nur aus dem Übergang vom Pleistozän zum Holozän belegt ist. Die Erstbeschreibung der Gattung erfolgte 1867 durch Paul Gervais. Der Holotyp (Exemplarnummer MNHN-PAM: 273) umfasst ein Teilskelett mit Schädel und wird im Naturhistorischen Museum in Paris aufbewahrt.